# 京都市立近衛中学校
京都市立近衛中学校（きょうとしりつ このえちゅうがっこう）は、京都府京都市左京区吉田近衛町にある公立中学校。京都府の公立中学校で唯一の私服登校の学校である。なお、本項では同校地に位置した第二錦林小学校についても解説する。

## 沿革
近衛中学校は、戦後の学制改革に際して昭和23年（1948年）に新制中学校として、第二錦林小学校の校地・校舎を転用して開校した。
- 1948年（昭和23年）4月17日 - 第二錦林小学校の校地・校舎を転用し、新制中学校として京都市立近衛中学校が開校[1][2]。
- 1950年（昭和25年）6月 - 隣接の日伊会館建設予定地を買収し、運動場を整備[1]。

## 通学区域
近衛中学校の通学区域は、北白川小学校と第四錦林小学校の通学区域全域と、錦林小学校の通学区域のうち元学区の岡崎学区と新洞学区を除く区域である。
また、大津市立比叡平小学校の主な進学先は大津市立皇子山中学校であるが、通学区域のうち志賀小学校山中分校の学区であった山中町の児童については近衛中学校への進学も認められている。

## 著名な卒業生
- 上岡龍太郎
- ミキ亜生
- ミキ昴生
- 宮川大輔
- トラウデン直美
- トラウデン都仁
- 相席スタート 山添寛

## 第二錦林小学校
第二錦林小学校（だいにきんりんしょうがっこう）は、1902年（明治35年）に錦林小学校内で開校し、1935年（昭和10年）に元京都府立第一中学校跡地（現在の近衛中学校地）に移転した。戦後の学制改革において、近衛中学校開校に伴って閉校し、同校の児童は、春日小、錦林小、第三錦林小に編入された。
近衛中学校には、「旧第二錦林小学校跡」の碑が立つ。

### 沿革
- 1902年（明治35年）4月 - 児童の増加により錦林小学校内に、第二錦林小学校を設置。通学区は同一で、男児が錦林校に、女児が第二錦林校に通学した[5]。
- 1903年（明治36年）3月 - 現在の錦林小学校の運動場の場所に校舎を設置[5]。
- 1904年（明治37年） - 高等科を設置、第二錦林尋常高等小学校と改称[5]。
- 1908年（明治41年） - 高等科を廃止、第二錦林尋常小学校と改称[5]。
- 1924年（大正13年）4月 - 第三錦林小学校開校。一部児童を編入[6][7]。
- 1931年（昭和6年） - 第四錦林小学校開校。一部児童を編入[8][9]。
- 1935年（昭和10年）12月 - 元京都府立第一中学校跡地に移転。男女を分けての収容をやめ共学とし、通学区を錦林校と分ける[5]。
- 1941年（昭和16年）4月 - 国民学校令により京都市第二錦林国民学校に改称[10]。
- 1947年（昭和22年）4月 - 学制改革により京都市立第二錦林小学校に改称[10]。
- 1948年（昭和23年） - 近衛中学校開校に伴い、閉校。同校の児童は、春日小、錦林小、第三錦林小に編入[4]。